# Веденяпин, Виктор Валентинович
Виктор Валентинович Веденяпин (род. 22 июля 1949) — профессор МФТИ, ведущий научный сотрудник Института прикладной математики им. М. В. Келдыша РАН. Лауреат Государственной премии СССР, присужденной в 1989 году за разработку математической теории уравнения Больцмана. Член Московского математического общества.

## Биография
Родился 22 июля 1949 года. Окончил механико-математический факультет Московского государственного университета им. М. В. Ломоносова, после чего приступил к работе в отделе кинетических уравнений ИПМ им. М. В. Келдыша РАН.
В 1977 году защитил кандидатскую диссертацию по специальности «математическая физика», в которой были, в частности, изложены результаты о единственности Н-функции для уравнения Больцмана. В 1989 году защитил докторскую диссертацию на тему «Диссипативные свойства кинетических уравнений».

## Вклад
Виктор Валентинович Веденяпин внёс значительный вклад в изучение свойств уравнения Больцмана и его решений, а также в теорию его дискретных моделей. Под научным руководством В. В. Веденяпина защитили кандидатские диссертации О. В. и И. В. Мингалевы, Ю. Ю. Архипов, С. А. Амосов, Я. Г. Батищева. Виктор Валентинович является одним из научных руководителей семинара по математической физике и кинетическим уравнениям в Институте прикладной математики им. Келдыша.
Большинство последних результатов своих исследований в области теории кинетических уравнений В. В. Веденяпин изложил в книгах «Кинетические уравнения Больцмана и Власова», опубликованной издательством «Физматлит» в 1999 году, и книге «Кинетическая теория по Максвеллу, Больцману и Власову», опубликованной издательством МГОУ в 2005 году.
В 2003 году В. В. Веденяпин получил грант в рамках программы Президента Российской Федерации молодым российским ученым по теме «Дискретные модели кинетических уравнений для смесей».

## Из библиографии
Автор более шести десятков опубликованных научных работ, среди которых:
- В. В. Веденяпин. О разрешимости в целом задачи Коши для некоторых дискретных моделей уравнения Больцмана. // ДАН СССР. Т. 215, № 1, 1974
- В. В. Веденяпин. Граничные задачи для стационарного уравнения Власова. // ДАН СССР. Т. 43, № 4, 1986
- В. В. Веденяпин. Дифференциальные формы в пространствах без нормы. // Успехи математических наук, Т. 43, № 1. С. 157-179, 1989
- В. В. Веденяпин, О. В. Мингалев, И. В. Мингалев. Представление общих соотношений коммутации. // Теор. и мат. физика, Т. 113, № 3. С. 369-383, 1997
- В. В. Веденяпин, Ю. Н. Орлов. О законах сохранения для полиномиальных гамильтонианов и для дискретных моделей уравнения Больцмана. // ТМФ, Т.121, № 2. С. 307-315, 1999
- Кинетические уравнения Больцмана и Власова / В. В. Веденяпин. — М.: ФИЗМАТЛИТ, 2001. 112 с.
- Кинетическая теория по Максвеллу, Больцману и Власову / В. В. Веденяпин. — М.: Изд. МГОУ, 2005. 267 с.